# ماذا تتوقع وأنت في انتظار طفل (فلم 2012)
ماذا تتوقع وأنت في انتظار طفل (بالإنجليزية: What to Expect When You're Expecting) فيلم أمريكي إصدار عام 2012
الفيلم من بطولة كاميرون دياز وماثيو موريسون، الفيلم من إخراج Kirk Jones

## القصة
قصة الفيلم عن امرأة تريد تبني طفل لكن زوجها لا يعرف شيئاً عن الأطفال
لهذا فهو ينضم لمجموعة أزواج ليتعلم أكثر عن الأطفال والأبوة معهم.

## فريق العمل
- كاميرون دياز بدور جولز
- ماثيو موريسون بدور إيفان
- جينيفر لوبيز بدور هولي
- اليزابيث بانكس بدور ويندي
- بروكلين ديكر دانييل
- ويندي ماكليندون كوفي

## روابط خارجية
- مقالات تستعمل روابط فنية بلا صلة مع ويكي بيانات